# آروبیندو فارما
آروبیندو فارما (انگلیسی: Aurobindo Pharma) شرکت داروسازی هندی است، که در سال ۱۹۸۶ تأسیس شد.